# إمارة قوشان
كانت إمارة قوجان أو إيلخانية قوجان إحدى الإمارات الكردية في خراسان. تأسست هذه الإمارة على يد قبيلة الزعفرانلو في بداية القرن السابع عشر، وحافظت على وجودها في وجه الهجمات الخارجية حتى نهاية القرن التاسع عشر. وبحسب كتاب تاريخ الكرد وكردستان لمحمد أمين زكي يك، أصبحت هذه الإمارة شبه مستقلة ولها قوانينها ومحاكمها الداخلية الخاصة.
وبعد نفي العديد من القبائل الكردية من المناطق المحيطة بالقوقاز وأذربيجان الإيرانية إلى منطقة خراسان لحماية القبائل التركمانية في الشمال، اتخذ الملك الإيراني آنذاك عباس الأول، الذي كان أجداده كرداً، قرار حمايتهم. لقد بنيت الهوية الكردية على أرض جديدة. وقد سيطرت القبائل التي شكلت أغلبية السكان الناطقين باللهجة الكورمانجية في هذه المنطقة على إمبراطوريات إيرانية أخرى.[بحاجة لمصدر]